# Pietro Dodi
Pietro Dodi, italijanski general, * 1880, † 3. junij 1944, La Storta, Rim.
V letih 1932 in 1939 je bil predsednik Italijanske športne konjeniške zveze (FISE). Po italijanski okupaciji leta 1943 se je pridružil italijanskim partizanom, dokler ga niso leta 1944 ujeli Nemci. Ubit je bil 3. junija v La Storti z drugimi častniki.